# Khandwa
Khandwa ist eine Stadt im indischen Bundesstaat Madhya Pradesh.
Die Stadt liegt 110 km südsüdöstlich von Indore.
Khandwa ist Verwaltungssitz des Distrikts Khandwa (vormals East Nimar) im Südwesten von Madhya Pradesh.
Die Stadt hatte beim Zensus 2011 200.738 Einwohner.

## Persönlichkeiten
- Prabha Rau (1935–2010), Politikerin, Gouverneurin
- Saroo Brierley (* 1981), Schriftsteller